# Ruellia stemonacanthoides
Ruellia stemonacanthoides är en akantusväxtart som först beskrevs av Oersted, och fick sitt nu gällande namn av Hemsley. Ruellia stemonacanthoides ingår i släktet Ruellia och familjen akantusväxter. Inga underarter finns listade i Catalogue of Life.